# Chamaelirium
Chamaelirium é um género botânico pertencente à família Melanthiaceae.